# Metacausta punctilinea
Metacausta punctilinea là một loài bướm đêm trong họ Noctuidae.